# Defenzivní čtvrcení
Defenzivní čtvrcení či členění je výraz používaný v kriminalistice pro specifický způsob zbavení se těla oběti jeho rozřezáním na části.

## Popis
K defenzivnímu čtvrcení dochází v situaci, kdy pachatel nemá jinou možnost, jak se nepozorovaně zbavit těla oběti. V některých případech může jít i o snahu znesnadnit identifikaci oběti. Tuto činnost tak vykonává pouze z praktických důvodů. Chybí tak složka vlastního uspokojení  jako např. u sadistů. K této činnosti dochází většinou v domácím prostředí za použití dostupných nástrojů, jako je např. kuchyňský nůž. Velmi běžné je, že pachatel tak činí v šoku poté, co si uvědomí, že spáchal vraždu. Průběh čtvrcení si potom vůbec nepamatuje, nebo ho nedokáže popsat. Zajímavostí je, že 3 z 5 žen popravených v Československu z nepolitických důvodů se dopustily defenzivního čtvrcení (Čubírková, Liptáková, Mizerovská).

## Příklady

### Československo a Česko
- Marie Srpová – Revolverem pravděpodobně zastřelila svou bytnou, které dlužila větší obnos peněz. Její tělo rozřezala přímo v bytě na několik částí. Ruce a nohy zabalila do balíků, které naházela v Praze do Vltavy. Trup v proutěném koši odvezla do obce Putim, kde ho vhodila do rybníka. Hlava oběti se nikdy nenašla.[2]
- Cecílie Ševčíková – Sekerou zavraždila lichvářku, aby se zbavila dluhů, které vůči ní měla. Společně se svou matkou poté její tělo rozdělily nožem na několik částí a ve dvou balících pohodily v Pohořelci a u Letné v Praze[3].
- Otýlie Vranská – Nejznámější případ v historii české kriminalistiky. Rozčtvrcené tělo prostitutky bylo nalezeno ve dvou kufrech v osobních vlacích. Pachatel nebyl nikdy dopaden.
- Miroslav Šmíd – Zavraždil a rozčtvrtil kolegyni z práce, aby se zmocnil výplat pro zaměstnance podniku, ve kterém oba pracovali. Část těla byla nalezena v kufru vhozeném do řeky. Případem se inspiroval seriál Třicet případů majora Zemana[4].
- Irena Čubírková – Zavraždila své dva partnery. Druhého z nich rozčtvrtila a jeho tělo se pokusila spálit v peci na chléb. Hlavu pohodila na toaletě ve vlaku, aby byla nalezena a ona tak nepřišla do řečí, že od ní manžel utekl.
- Roman Kučerovský – Z neznámých důvodů zabil a rozřezal svou přítelkyni. Část těla se pokusil spálit v domácích kamnech a část vhodil do řeky.
- Martin Vostárek – Zavraždil svou družku, její tělo rozřezal a odeslal poštovními balíky na smyšlené adresy.
- Antonín Mokrý – Při potyčce v bytě údajnou náhodou zabil svou partnerku. Tělo později rozřezal a odnesl z domu v krabicích od bot.
- Štefan Rafael – Při potyčce v bytě údajnou náhodou zabil ženu, která u něj přebývala. Tělo rozřezal a trup vhodil do řeky. Část těla nechal na místě a byt opustil. Později však sám na policii ohlásil jeho nález.
- Svatoslav Štěpánek – Sériový vrah, který dvě ze svých třech obětí rozčtvrtil a zakopal na zahradě.
- Irena Liptáková – Nenáviděla svou snachu, proto ji zavraždila a její částečně rozřezané tělo zakopala ve sklepě rodinného domu.
- Zdenka Mizerovská – Našla si milence, se kterým se, za podpory svého okolí, rozhodli zabít manžela. Utloukli ho sekerou, jeho tělo rozřezali a naházeli v balících do řeky.
- Radim Odehnal  – Do domu, o který se staral, pozval k přespání pár, který kvůli problémům s vlakem uvízl přes noc ve městě. Když usnuli, začal ženu osahávat. Jakmile se její přítel probudil a pokusil se proti němu zasáhnout, zavraždil ho palicí a nožem. Jeho tělo rozřezal rámovou pilou a poté spálil v zahradním grilu.

### Další země
- Marcel Petiot – Francouzský lékař vraždil ze zištných důvodů. Těla rozřezal a likvidoval v peci nebo pomocí vápna ve sklepě svého domu.
- Robert Pickton – Kanadský sériový vrah  prostitutek. Podle svého doznání se těl obětí zbavoval tak, že je porcoval a pak jimi krmil vepře na své farmě.
- Denis Nilsen – Britský sériový vrah. Těla obětí rozřezával ve svém bytě a splachoval do záchodu či uchovával v igelitových pytlích.
- Michael Alig – Známá postava newyorské klubové scény. Během hádky kvůli dluhu zavraždil svého spolubydlícího. Jeho tělo o několik dní později rozčtvrtil a v papírové krabici vhodil do řeky Hudson.
- Karla Homolka a Paul Bernardo – Kanadští sériový vrazi zodpovědní za minimálně 3 vraždy mladých dívek. Svou druhou oběť rozporcovali na kusy kotoučovou pilou a zalili do betonu. Kusy betonu potom naházeli do jezera Gibson. Některé však byly tak velké a těžké, že je museli zanechat na mělčině.